# Molí de Gualta
El Molí de Gualta és una obra del municipi de Gualta (Baix Empordà) declarada bé cultural d'interès nacional.

## Descripció
El molí de Gualta, situat dins del nucli, és format per diversos cossos, el més antic dels quals pot relacionar-se amb la tipologia de casal fortificat, possiblement l'antic castell de Gualta bastit durant el segle xiv.
A la banda de migdia hi ha un cos d'edifici que sobresurt, un pany de muralla que podria pertànyer a una torre quadrangular. Conserva també en aquesta zona el portal d'accés, d'arc de mig punt adovellat. Al seu damunt, a la part superior del mur, hi ha un matacà i diverses espitlleres. A la resta del molí hi ha obertures rectangulars.
El parament de les parets és a la part més antiga de carreus escairats de mida mitjana. Degut a la funció de molí, davant de la façana hi ha un ampli embassament.

## Història
El molí de Gualta presenta restes d'una fortalesa medieval, que es creu que provenen del castell de Gualta.
Als pergamins de la Mitra de l'Arxiu Diocesà apareix esmentat el castell de Gualta, l'any 1220. De gairebé un segle després- any 1313- data l'autorització del rei Jaume II a Ramon d'Empúries, germà del comte emporità, per tal que construís una fortalesa a Gualta. L'any 1358 era construït, ja que a les corts de Montsó se'n fa referència. Es tractaria, doncs, d'una construcció posterior deguda potser a la destrucció del primer. Probablement el cos fortificat del Molí de Gualta es pot relacionar amb l'antic castell bastit durant el segle xiv, que devia ser reformat diverses vegades perdent la seva condició d'edifici defensiu.
La primera referència del molí de Gualta és de l'any 1725, en un plec de condicions per al seu arrendament. Era llavors un molí fariner i arrosser i pertanyia al comte de Peralada. Aquesta activitat la seguí desenvolupant fins al començament del segle xx, quan adquirí altre usos. L'any 1918 era molí fariner i fàbrica d'energia elèctrica; aprofitava el salt d'aigua i subministrava l'enllumenat a Gualta, La Bisbal i Torroella. El 1928 sabem per la contribució industrial que era un molí de dues moles.
Acabada la Guerra Civil el molí i la central elèctrica seguiren funcionant amb normalitat. De 1949 a 1959 era molí, fàbrica de gel i central elèctrica alhora.